# Cours-de-Pile
Cours-de-Pile – miejscowość i gmina we Francji, w regionie Nowa Akwitania, w departamencie Dordogne.
Według danych na rok 1990 gminę zamieszkiwało 1329 osób, a gęstość zaludnienia wynosiła 123 osób/km² (wśród 2290 gmin Akwitanii Cours-de-Pile plasuje się na 322. miejscu pod względem liczby ludności, natomiast pod względem powierzchni na miejscu 1010.).